# Briosne-lès-Sables
Briosne-lès-Sables est une commune française, située dans le département de la Sarthe en région Pays de la Loire, peuplée de 537 habitants. Elle résulte de la fusion en 1964 des anciennes communes de Briosne et de Sables.
La commune fait partie de la province historique du Maine, et se situe dans le Haut-Maine (Maine roux).

## Géographie
| Saint-Aignan | Jauzé              | Terrehault |
| Courcemont   | Briosne-lès-Sables | Bonnétable |
| Beaufay      | Torcé-en-Vallée    |            |

### Climat
Pour des articles plus généraux, voir Climat des Pays de la Loire et Climat de la Sarthe.
En 2010, le climat de la commune est de type climat océanique dégradé des plaines du Centre et du Nord, selon une étude du CNRS s'appuyant sur une série de données couvrant la période 1971-2000. En 2020, Météo-France publie une typologie des climats de la France métropolitaine dans laquelle la commune est exposée à un climat océanique altéré et est dans la région climatique Moyenne vallée de la Loire, caractérisée par une bonne insolation (1 850 h/an) et un été peu pluvieux.
Pour la période 1971-2000, la température annuelle moyenne est de 10,8 °C, avec une amplitude thermique annuelle de 14,1 °C. Le cumul annuel moyen de précipitations est de 727 mm, avec 11,5 jours de précipitations en janvier et 7 jours en juillet. Pour la période 1991-2020, la température moyenne annuelle observée sur la station météorologique de Météo-France la plus proche, « Marolles Les Braults », sur la commune de Marolles-les-Braults à 11 km à vol d'oiseau, est de 11,8 °C et le cumul annuel moyen de précipitations est de 702,5 mm,. Pour l'avenir, les paramètres climatiques de la commune estimés pour 2050 selon différents scénarios d'émission de gaz à effet de serre sont consultables sur un site dédié publié par Météo-France en novembre 2022.

## Urbanisme

### Typologie
Au 1er janvier 2024, Briosne-lès-Sables est catégorisée commune rurale à habitat dispersé, selon la nouvelle grille communale de densité à sept niveaux définie par l'Insee en 2022.
Elle appartient à l'unité urbaine de Bonnétable, une agglomération intra-départementale regroupant deux  communes, dont elle est une commune de la banlieue,,. Par ailleurs la commune fait partie de l'aire d'attraction du Mans, dont elle est une commune de la couronne,. Cette aire, qui regroupe 144 communes, est catégorisée dans les aires de 200 000 à moins de 700 000 habitants,.

### Occupation des sols
L'occupation des sols de la commune, telle qu'elle ressort de la base de données européenne d’occupation biophysique des sols Corine Land Cover (CLC), est marquée par l'importance des territoires agricoles (79,6 % en 2018), en diminution par rapport à 1990 (91 %). La répartition détaillée en 2018 est la suivante : 
terres arables (45,9 %), prairies (25,1 %), forêts (15 %), zones agricoles hétérogènes (8,6 %), zones urbanisées (5,2 %), espaces verts artificialisés, non agricoles (0,2 %). L'évolution de l’occupation des sols de la commune et de ses infrastructures peut être observée sur les différentes représentations cartographiques du territoire : la carte de Cassini (XVIIIe siècle), la carte d'état-major (1820-1866) et les cartes ou photos aériennes de l'IGN pour la période actuelle (1950 à aujourd'hui).

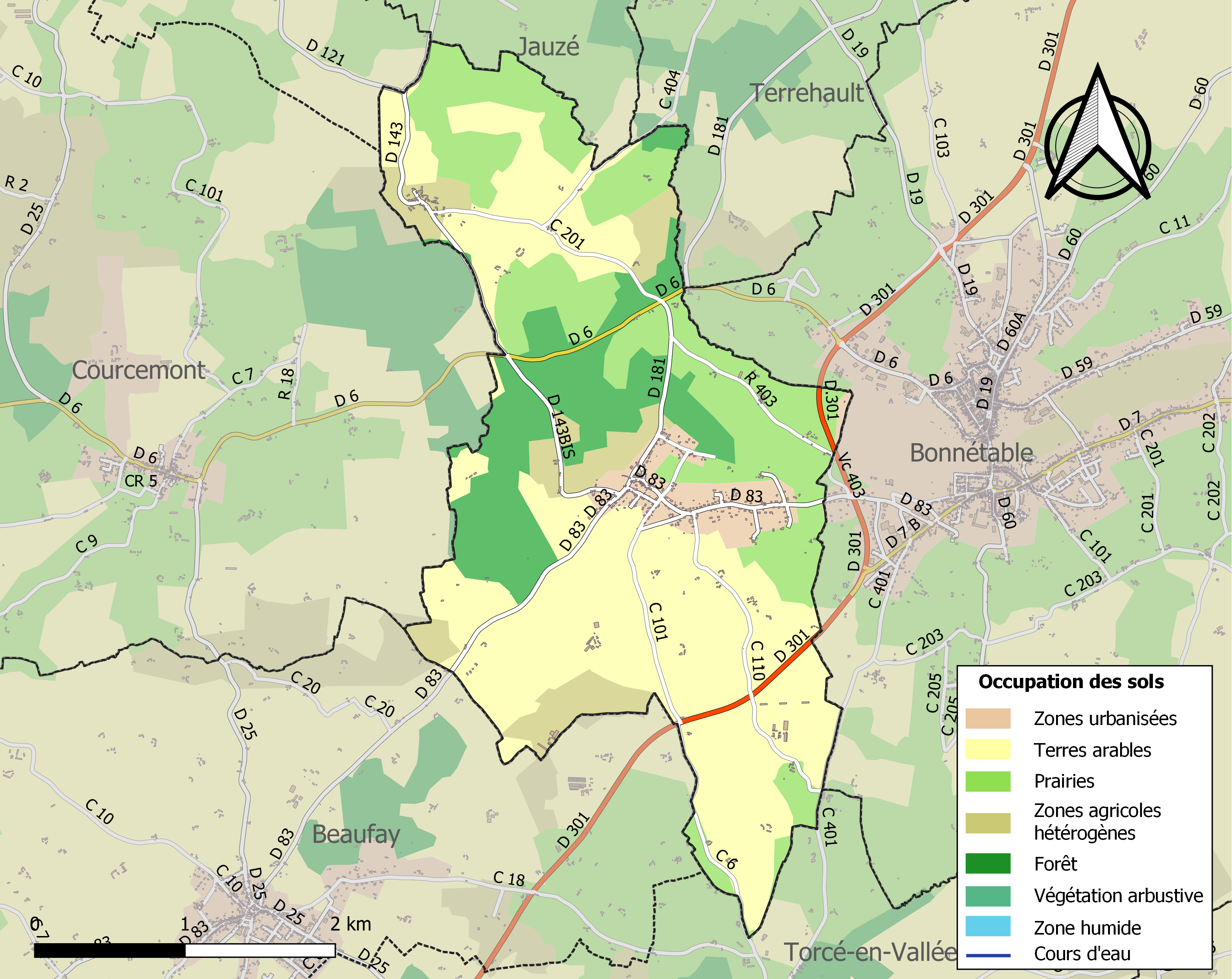
Carte des infrastructures et de l'occupation des sols de la commune en 2018 (CLC).

## Toponymie
Le nom de la localité est attesté sous les formes Briona vers 1330, ; Bryona vers 1508 ; Brione en 1594 (carte cénom.) ; Briône en 1695 ; Brionne, sans date (Nolin) ; Briosne, puis Briosne-lès-Sables depuis 1964 année de l'absorption de la commune les Sables.
Julien Rémy Pesche avançait deux origines possibles : 
- Brionis, plante qui croissait en ce lieu ou
- Bryon (« mousse » en grec)[16].

Ces hypothèses sont considérées aujourd'hui comme fantaisistes par les toponymistes et les linguistes.
Albert Dauzat a exclu Briosne des toponymes du type Brion 1, dont la racine remonterait possiblement au gaulois *briga « colline, mont, hauteur », pour le rattacher au type Brion 2 qu'il considère comme un *Berri-onem, dérivé du gaulois hypothétique *berria « plaine ». En revanche, Gérard Taverdet y voit un dérivé du gaulois briva « pont », c'est-à-dire un ouvrage situé, soit sur le Tripoulin comme l'actuelle D6, soit sur la Vive Parence comme l'actuelle D143. Pour expliquer Brionne (Eure, Brionnam 1035 - 1040 ; Briotna 1051 - 1054) qu'il rapproche de Briosne, François de Beaurepaire a aussi eu recours au gaulois briva « pont », mais suivi de *duna qui serait une variante féminisée de dunum « hauteur, agglomération [sur une hauteur] » (comprendre dunon « citadelle, enceinte fortifiée, mont »).
En ce qui concerne le toponyme actuel, il date de la fusion des deux communes de Briosne et de Sables en 1964. Le terme "lès" n'est pas un article mais une préposition issue du latin latus et qui signifie "à côté de" (d'où l'adjectif "latéral") : le toponyme actuel, particulièrement bien choisi, doit donc se comprendre par "Briosne à côté de Sables".
Quant à l'ex-petite commune de Sables, son ancien toponyme s'écrivait Sabla au XIIe, d’après Dauzat & Rostaing. Taverdet propose quant à lui, pour la même époque, la forme Sabolio qui est très proche mais qui rappelle celle proposée par Pesche à une époque non précisée. Ces termes proviennent du latin sabulum qui désigne le sable et qui peut correspondre à un terrain sableux ou à une carrière de sable. Mais Taverdet précise que sabulum ne peut normalement pas donner sabolio, à moins de lui adjoindre le suffixe gaulois -ialo qui désigne une clairière : or, dans ce cas, on aurait plutôt dû obtenir un francisation en Sablé. C’est pourquoi la première hypothèse semble préférable. D’autre part, on se trouve ici en limite occidentale de la formation géologique des Sables du Perche qui crée de nombreuses petites collines sableuses, dont certaines ont autrefois été exploitées en carrières de sables.
Le gentilé est Briosnais.

## Politique et administration
| Période                                  | Période   | Identité          | Étiquette | Qualité             |
| ---------------------------------------- | --------- | ----------------- | --------- | ------------------- |
| 1983                                     | mars 2014 | Claude Trouillet  | SE        | Artisan charpentier |
| mars 2014                                | En cours  | Laurent Bothereau | SE        | Artisan taxi        |
| Les données manquantes sont à compléter. |           |                   |           |                     |

## Démographie
L'évolution du nombre d'habitants est connue à travers les recensements de la population effectués dans la commune depuis 1793. Pour les communes de moins de 10 000 habitants, une enquête de recensement portant sur toute la population est réalisée tous les cinq ans, les populations de référence des années intermédiaires étant quant à elles estimées par interpolation ou extrapolation. Pour la commune, le premier recensement exhaustif entrant dans le cadre du nouveau dispositif a été réalisé en 2008.
En 2022, la commune comptait 537 habitants, en évolution de −3,42 % par rapport à 2016 (Sarthe : −0,25 %, France hors Mayotte : +2,11 %).
| 1793 | 1800 | 1806 | 1821 | 1831 | 1836 | 1841 | 1846 | 1851 |
| ---- | ---- | ---- | ---- | ---- | ---- | ---- | ---- | ---- |
| 498  | 462  | 481  | 480  | 537  | 515  | 532  | 472  | 476  |

| 1856 | 1861 | 1866 | 1872 | 1876 | 1881 | 1886 | 1891 | 1896 |
| ---- | ---- | ---- | ---- | ---- | ---- | ---- | ---- | ---- |
| 456  | 444  | 440  | 433  | 420  | 393  | 407  | 383  | 405  |

| 1901 | 1906 | 1911 | 1921 | 1926 | 1931 | 1936 | 1946 | 1954 |
| ---- | ---- | ---- | ---- | ---- | ---- | ---- | ---- | ---- |
| 419  | 410  | 384  | 352  | 350  | 378  | 371  | 335  | 334  |

| 1962 | 1968 | 1975 | 1982 | 1990 | 1999 | 2006 | 2008 | 2013 |
| ---- | ---- | ---- | ---- | ---- | ---- | ---- | ---- | ---- |
| 324  | 380  | 326  | 257  | 292  | 359  | 466  | 496  | 549  |

| 2018 | 2022 | - | - | - | - | - | - | - |
| ---- | ---- | - | - | - | - | - | - | - |
| 528  | 537  | - | - | - | - | - | - | - |

## Lieux et monuments
- Parc du château de Bonnétable, des XVe et XVIIIe siècles, inscrit au titre des monuments historiques en 1991[27].
- Manoir du XVIIe siècle.
- Ancienne école de 1910, actuellement mairie.
- Église Saint-Denis-et-Sainte-Madeleine à Sables, du XIVe siècle.
- Chapelle Sainte-Anne à Briosne du XVIIe siècle.

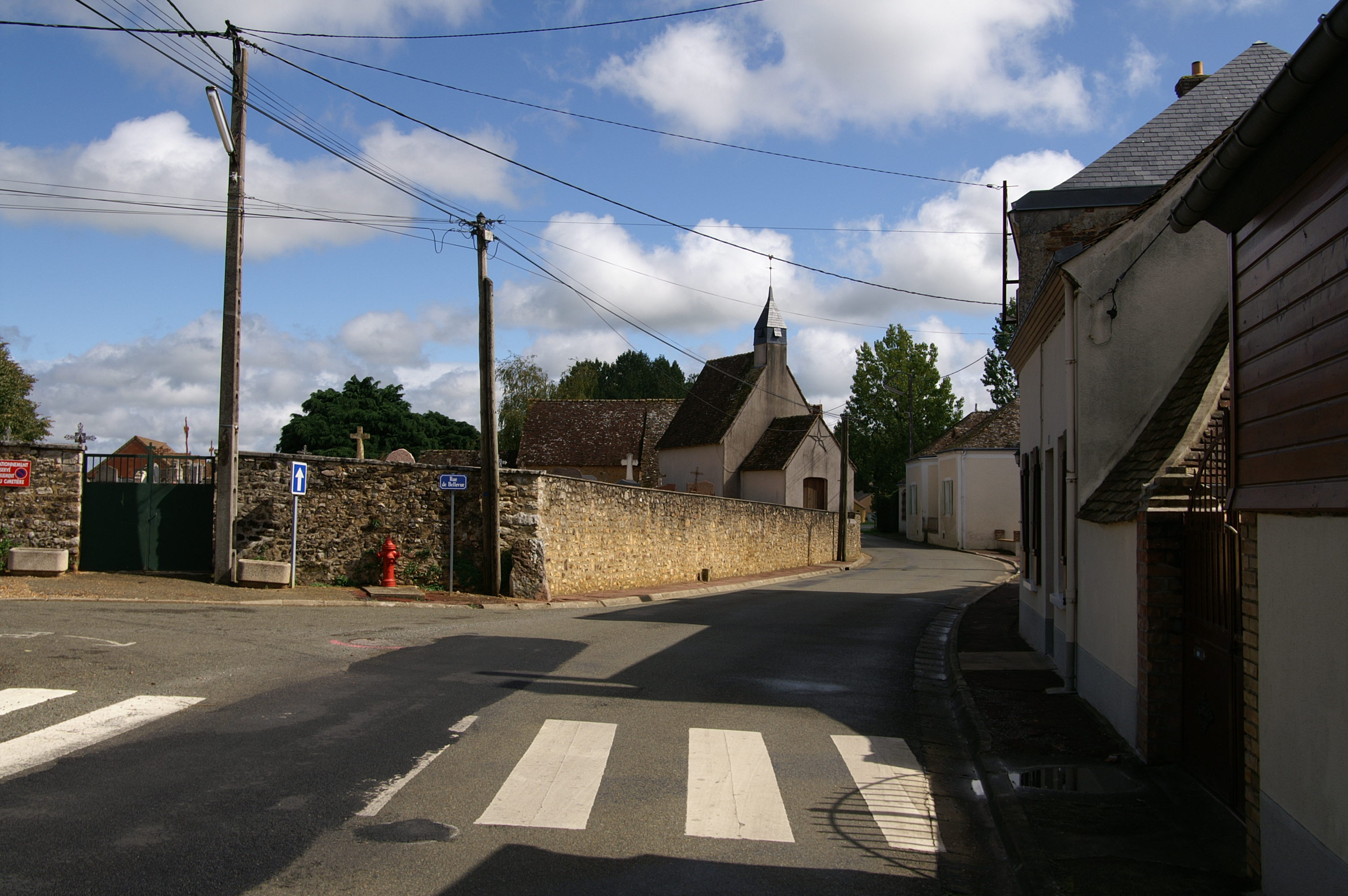
Le centre-bourg de Briosne.
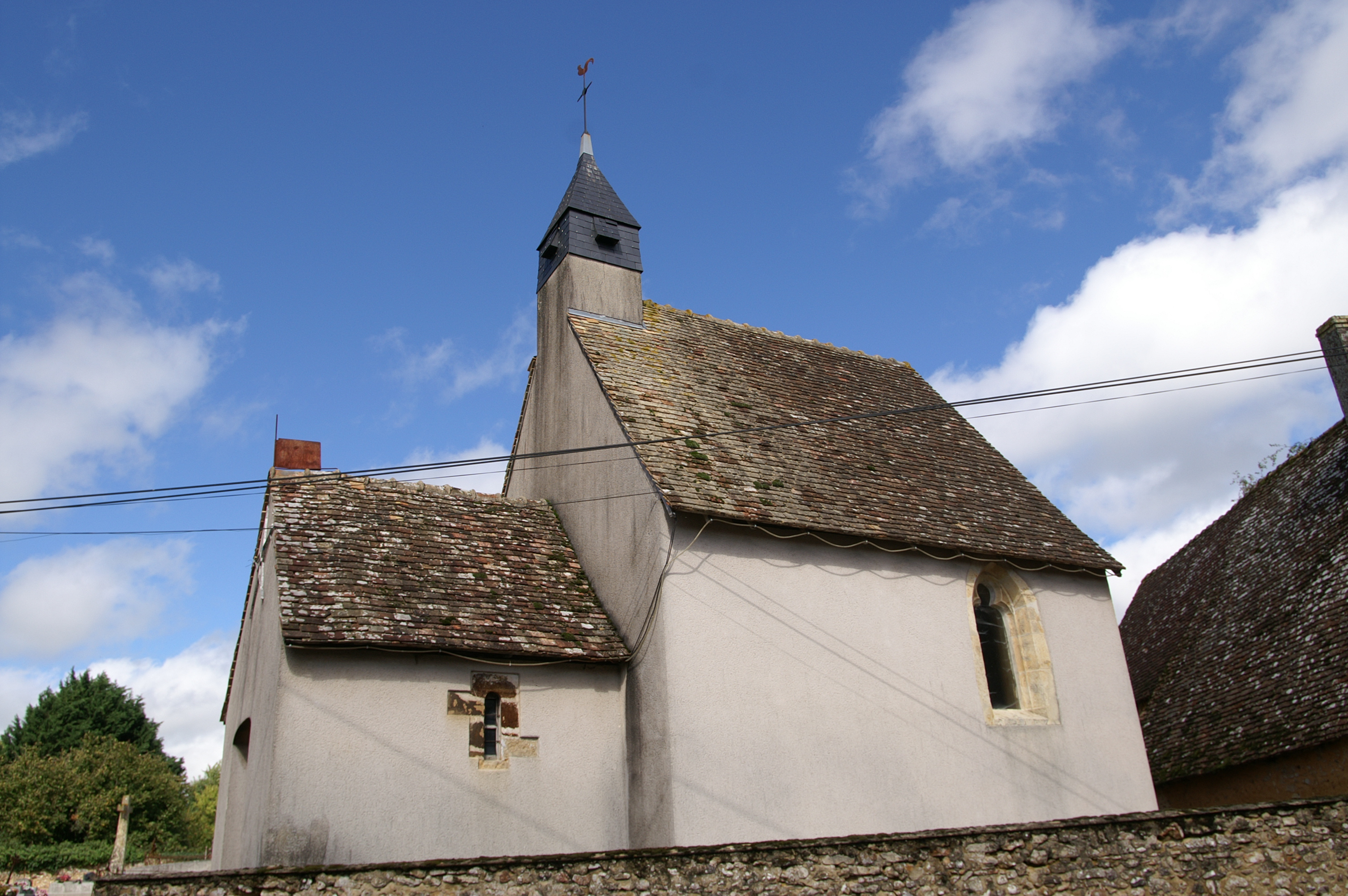
La chapelle Sainte-Anne.
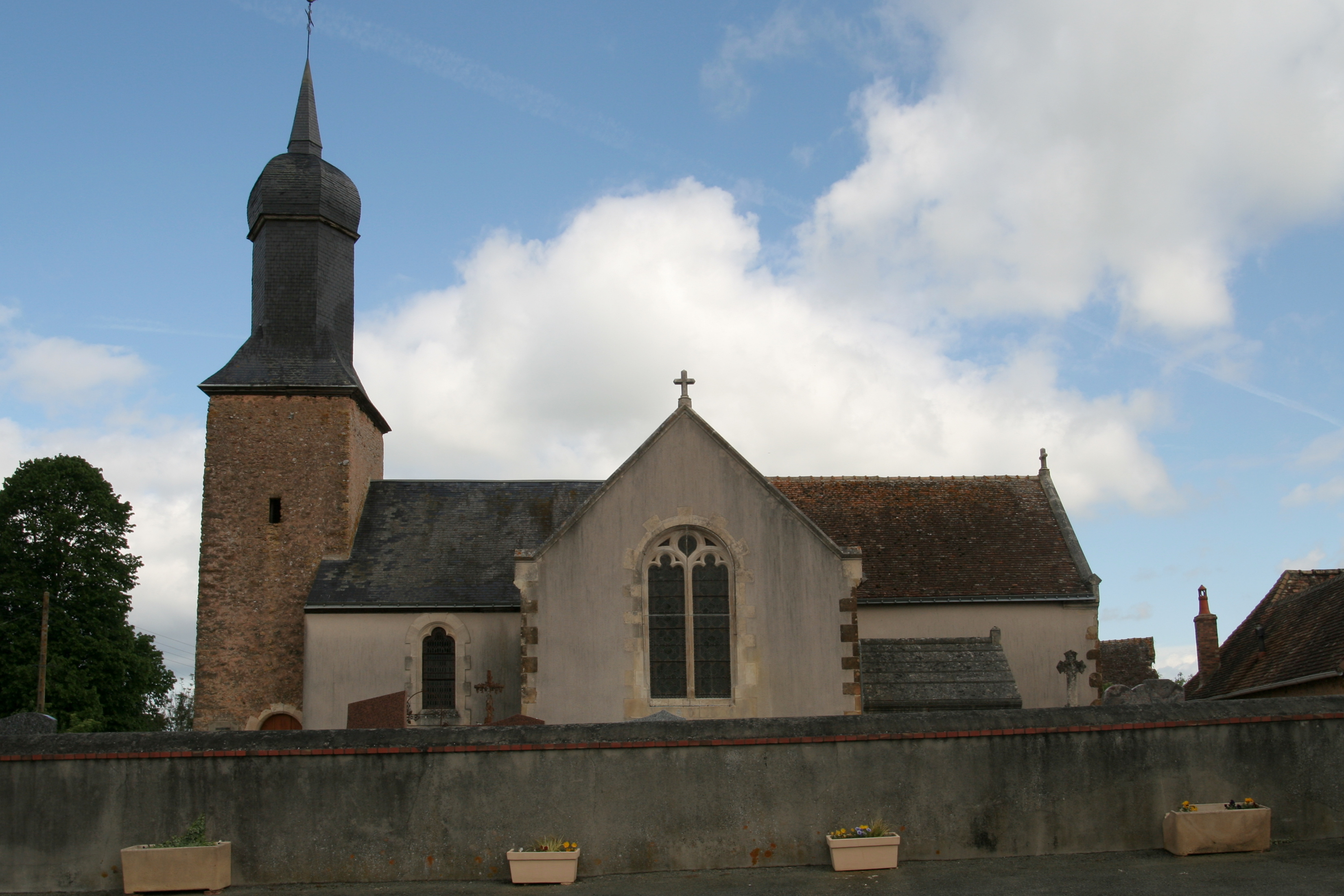
L'église de Sables.